# Izar
Izar (ε Bootis, zkráceně ε Boo) je dobře známá dvojhvězda v souhvězdí Pastýře, často ceněná pro svůj výrazný barevný kontrast obou složek. Jméno „Izar“ pochází z arabštiny (إزار‎, izār) a znamená „pás“. Latinské pojmenování Pulcherrima znamená „nejkrásnější“, což odkazuje k estetickému dojmu, který tento hvězdný pár při pozorování dalekohledem vyvolává. Mezi další historická pojmenování této hvězdy patří například Mirak či Mirach.
Systém se nachází ve vzdálenosti přibližně 203 světelných let od Země. Přestože přesná hodnota paralaxy vykazuje značnou nejistotu, moderní astrometrické projekty, jako je Gaia, postupně zpřesňují tato data. Izar je snadno pozorovatelný již malým astronomickým dalekohledem, ve kterém se rozliší obě složky o úhlové vzdálenosti zhruba 2,8 ".
Primární hvězda je oranžový obr či veleobr spektrální třídy K0 II-III. Je podstatně větší, chladnější a zářivější než Slunce, s asi 48násobkem slunečního poloměru a vysokou svítivostí. Její efektivní teplota se pohybuje kolem 4700 K. Hmotnost hlavní složky se odhaduje na více než 4,5násobek hmotnosti Slunce, což naznačuje, že se nachází v pozdějším stadiu hvězdného vývoje, kdy jí dochází vodík v jádru.
Druhá složka je mladší a teplejší hvězda spektrálního typu A2 V, tedy hvězda hlavní posloupnosti s vyšší povrchovou teplotou (~8700 K). Díky tomu má bělavě modrý nádech, který kontrastuje s teplou oranžovou barvou primární složky. Sekundární složka je také méně hmotná (okolo 2 hmotností Slunce), menší a méně zářivá, avšak stále podstatně jasnější a hmotnější než Slunce.
Tento výrazný barevný kontrast a jas obou složek činí z Izaru oblíbený cíl amatérských astronomů a pozorovatelů, kteří se učí rozlišovat barevné nuance hvězdných světel. Už pozorování dalekohledem o průměru kolem 75 mm je dostatečné k odloučení obou hvězd. Poziční úhel průvodce byl stanoven zhruba na 340°.
Vzhledem k výraznému rozdílu jasnosti i barvy patří Izar mezi nejznámější a nejobdivovanější dvojhvězdy severní oblohy, podobně jako například Albireo v Labuti. Studia takovýchto dvojhvězd mohou napomoci lepšímu pochopení hvězdného vývoje a vlastností hvězd různých hmotností a spektrálních tříd, včetně jejich budoucí evoluce a vzájemného gravitačního působení.